# Ricardo Quevedo Blamey Lafone
Ricardo Quevedo Blamey Lafone nació en Inglaterra el 23 de febrero de 1877 (o 1880) fue profesor de lengua inglesa, abogado, literato y compositor. No se casó ni tuvo hijos.La música nunca lo abandonó y a ella le fue dedicando todo su tiempo libre. En 1926, cuando fue enviado a Londres por el Servicio Exterior de la Embajada Argentina, perfeccionó sus estudios musicales logrando un espacio muy importante en Europa, como compositor sinfónico de inspiración anglo argentina. Falleció luego de pasar toda la guerra en Londres, cuando regresaba de visita a Buenos Aires en un trágico accidente de la British Southamerican Airways en Banjul, Gambia, el 7 de septiembre de 1946.

## Argentina
Su padre Richard Blamey, Inglés (1851-1918) se casó en 1874 con Julia Lafone (1855-1942) en la casa paterna, situada en una colina dominando la vieja ciudad de Penryn, Cornwall y allí fue donde Ricardo Quevedo, su cuarto hijo nació el 23 de febrero de 1877. Casi cinco años después la familia embarcó hacia Argentina para acompañar y ayudar al hermano de Julia en un nuevo emprendimiento minero. El padre de Julia, Samuel Fisher Lafone (1805-1871) Inglés, fundador de la Iglesia Anglicana en Montevideo, Uruguay, había comprado minas de cobre en las montañas Capillitas de Andalgalá, Catamarca y para allá envió a su hijo mayor Samuel Alejandro Lafone Quevedo (1835-1920), a radicarse y construir una nueva planta para procesar el mineral.

## La historia que Ricardo nunca olvidó
Samuel Alejandro Lafone Quevedo, (hermano mayor de Julia) se instaló en 1860, en un paraje desértico, a veinticinco kilómetros al sur de Andalgalá, al que devolvió su antiguo nombre de Pilciao. Allí comenzó la construcción de todo lo necesario para la producción y desarrollo de la mina, sin olvidar el bienestar de sus pobladores y la formación intelectual y también la religiosa de los jóvenes, ya que era un ferviente católico. Construyó una escuela modelo, ocupándose además de formar a sus “niños” en el canto, piano y violín. Aquella gente nativa que bajó de las montañas para ir a trabajar en Pilciao, era excepcionalmente refinada y conservaba las maneras de los antiguos incas y de los hidalgos españoles que conquistaron en ese entonces tan apartadas regiones.
La casona principal, con sus extensas galerías, estaba siempre llena de visitas. Durante años Julia Lafone y su hermana Mariquita (1837-1891) mantuvieron las puertas abiertas a los numerosos visitantes, que llegaban desde los más remotos lugares, para intercambiar conocimientos. 

Entrar a la espaciosa capilla, con  paredes de adobe y hermosos vitrales, donde los domingos era un placer escuchar a los niños cantando el "Nazareth" de Gounod, oratorios de Mendelssohn y un seleccionado  repertorio de canciones, tenía una magia increíble. Y más se sorprendían al ser recibidos con una cena servida a la perfección, donde brillaba sobre blancos manteles, la vajilla de porcelana, cristal y plata en un marcado contrapunto con paredes de adobe, techos de madera maciza y suelos de cantos rodados. En Pilciao  los fines de semana las  tertulias finalizaban con el  baile tan esperado por todos, polkas, valses, fandangos y nuestra música criolla, acompañados por coro, piano, violín y guitarras eran de maravilla. Los bailarines comenzaban a moverse balanceándose graciosamente y se inclinaban como saludando con suavidad, al tiempo que ondeaban sus  pañuelos El impacto de esta  antigua música indo-española no tenía rival, e hizo una profunda impresión sobre el delicado espíritu de Ricardo.
Ross Johnson

Toda esta vivencia de su infancia fue lo que nunca pudo olvidar, la recordó en sus cartas, en su música, siempre la recordó.

## Huasán
Richard (padre) y su familia, cuando Ricardo tenía unos nueve años, se mudaron a una casona colonial "Santa Rita de Huasán", construida por los jesuitas al pie del nevado del Aconquija, varios km al norte del poblado de Andalgalá. Lo acompañaron su hermano Joel Blamey, Inglés (1860-1923) casado con Elena Tomkinson Lafone (1865-1938) y su familia.
Un vergel de viñedos, olivares, nogales, higueras y árboles frutales, intercalados con tierras cultivadas con alfalfa, trigo, maíz o algodón, trepaban cerro arriba custodiadas por algarrobos y cardones, mientras que el río descendía regando un amplio espacio a su alrededor, hasta alcanzar por medio de acequias a todo el poblado de Andalgalá. Huasán en ese momento, proporcionaba a Pilciao casi todos los alimentos necesarios para su supervivencia: carnes, aceites, verduras, vinos, frutas y todo tipo de riquísimos dulces y postres.

## Formación y trabajos en Argentina
El pequeño “Dickie” (Ricardo), debió haber crecido demasiado rápido y extremadamente sensible. Debe haber exrtrañado mucho cuando fue enviado a la escuela en Inglaterra durante cinco años, para luego regresar a Argentina y completar sus estudios secundarios en el Colegio Nacional de Buenos Aires. Allí también fue el muy querido profesor de Lengua, Historia y Literatura Inglesa durante casi un cuarto de siglo y el primero en dar a conocer las traducciones de Jorge Luis Borges.
En 1908, Ricardo obtuvo el título de Doctor en Jurisprudencia y por un número de años practicó la abogacía aquí, para finalmente retirarse como Secretario de la Corte.
En 1926 entró en el Ministerio de Relaciones Exteriores de Argentina y fue enviado a Londres, como Agregado Comercial de la Embajada, para dos años más tarde ser nombrado Asesor Jurídico Honorario y en 1943 Consejero Financiero, el cargo que ocupó hasta el momento de su muerte.
Exitoso como fue en su carrera pública, también lo fue como compositor, reconocido a nivel internacional

## Nacionalismo Musical
La música le atrajo desde la infancia, de joven estudió en Argentina con Ernesto Drangosch y con Constantino Gaito y en Inglaterra con Mr. Benjamin Dale, de la Royal Academy of Music, el conservatorio de música de más alto nivel de Gran Bretaña. En el continente, visitó los principales centros musicales en Francia, Alemania, Austria, Italia, Portugal y Bélgica.
Sus composiciones se inspiran en escenas y recuerdos de su infancia en Andalgalá, Catamarca. En "Pilciao", antes de la cena, su tío "Don Samuel" solía ejecutar en el piano o el armonio, piezas clásicas, temas populares y folclóricos, acompañado por el coro de “sus niños”, tal como él los llamaba cariñosamente.
Sus primeros esfuerzos como compositor, que comenzaron como simples estudios, finalmente terminaron en la rapsodia argentina "Andalgalá" (1931). La introducción y el final de esta obra para orquesta, evoca con poesía las noches en Pilciao, donde las canciones melancólicas de sus jóvenes, bailando en la luz de la luna, inundaban el paisaje.
“Andalgalá" se escuchó por primera vez en Londres en 1932 dirigida por Sir Henry Pitt, fue transmitido por la BBC a Argentina varias veces, y se presentó en muchas ciudades alemanas antes de la guerra.
Después de un éxito tan inesperado inmediatamente compuso la suite "Escenas catamarqueñas" (1934).

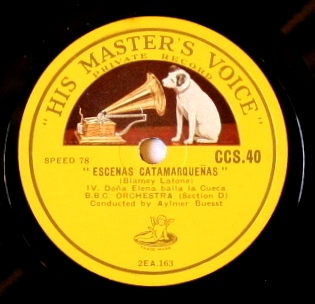
Doña Elena baila la cueca (Escenas Catamarqueñas)

Comienza con una introducción vigorosa basada en una melodía sentimental, para continuar con el velorio de "El pequeño Angelito", donde con danzas y cantos entremezclados con libaciones y oraciones, se celebraba la entrada en el reino de los cielos del inocente, cuyo cuerpo yacía en una cajita de madera, con corona, alas y ropa de papeles de colores chillones. Luego viene una página de música popular "La Chacarera", en contraste con la pieza lírica de la suite donde el compositor evoca la gracia con que "Doña Elena baila la cueca". La obra termina con el recuerdo del "Domingo de Carnaval" en Pilciao, que describe a una población agitada que se divierte con sus cantos, sus carreras de caballos, sus rostros pintados y perfumados y sus incurables borrachos. En 1934 la primera actuación de sus "Escenas catamarqueñas" fue presentada por Aylmer Buesst (BBC) de Londres. Bernhard Paumgartner la dirigió en Viena y Salzburgo. Hans Adolf Winter en Múnich y Berlín; George Schnéevoigt en Helsingfors y Austin en Bournemouth. Buenos Aires escuchó por primera vez esta suite en 1940 bajo la batuta de Albert Wolff en el Teatro Colón.
Las siguientes dos obras compuestas por Ricardo, eran poemas sinfónicos inspirados en tesoros literarios clásicos argentinos. La primera de ellas, "Juvenilia", era un recuerdo de su vida estudiantil, con sus travesuras de muchachos y su atmósfera porteña. Fue el homenaje que brindó al Colegio Nacional de Buenos Aires, a Miguel Cané y la Argentina (su nuevo país desde 1906). "Juvenilia" se escuchó por primera vez en Múnich en 1936. Sir Richard Austin la presentó en el festival musical de Bournemouth, y el Sr. Warwick Braithwaite en Glasgow en 1945.
"El Ombú" (1937), inspirado en dos obras literarias: “El Ombú” de Guillermo Hudson y el “Santos Vega” de Rafael Obligado, está marcada por colores oscuros, y una pronunciada melancolía. "Es una obra desbordante de imaginación poética", dijo Sir Henry Wood. Su música combina una pintura impresionista de la vastedad de la pampa, con una evocación del mundo de las leyendas asociadas con el ombú. Dicen que cuando el viajero se queda dormido bajo su sombra, se escuchan una amplia gama de sonidos y canciones, incluso las de los salvajes y las de los malos espíritus y que algunas veces a medianoche, todo el árbol parece brillar en la lejanía como iluminado por un blanco fuego deslumbrante. Al pie del ombú dicen, que el payador Santos Vega cantó su última canción y murió derrotado por la habilidad maligna del diablo y que su voz se extinguió en el horizonte junto a los últimos rayos del sol, mientras que el silencio y la oscuridad caían lentamente sobre la Pampa.
"El Ombú" fue presentado por Hans Adolf Winter en Múnich y Berlín, por Sir Richard Austin en Bournemouth y transmitido por la BBC a toda Inglaterra. Se escuchó por primera vez en Argentina el 29 de octubre de 1939, en el Teatro Colón, bajo la batuta de Erich Kleiber
Otros trabajos incluyen el poema sinfónico "Patria Hermosa" y la música compuesta para los ballets "Masque of Live" y "Acis y Galatea".
En 1942, se hallaba en uno de los momentos más activos de su producción y había terminado “Recuerdos de Provincia” una pequeña suite en la cual el compositor ha arreglado sus dos piezas: “Vidalita”, y “La Mariquita” y agregado una cueca titulada “Flor de Huaco”.
Toda su obra musical, tiene pues una raigambre argentina que el público entendido de la Gran Bretaña supo discernir y admirar en todo su valor. Este triunfo de las esencias argentinas, debe llenar de satisfacción y orgullo a todos los compatriotas de este ilustre compositor.
Su nombre se hizo ampliamente conocido entre los amantes de la música en toda Europa, y era uno de los favoritos antes de la guerra en las salas de conciertos de Alemania, Austria, Finlandia y otros países europeos.

## La guerra
Con el inicio de la Segunda Guerra Mundial, el fenómeno artístico más popular fue el de los conciertos sinfónicos celebrados en el Salón de la Reina llamados "Promenade Concerts" y cuando este fue destruido, se trasladaron al Albert Hall, uno de los más grandes de Europa, donde un público muy numeroso pudo asistir a festivales musicales organizados por el director de orquesta Sir Henry Wood.
Los teatros de Londres comenzaron a dar conciertos a mediodía, el único momento en que los habitantes tenían tiempo libre, obligados a trabajar muy temprano en la mañana, para regresar cuando el apagón comenzaba. Incluso durante aquellos terribles momentos, cuando Londres sufrió bombardeos desde el atardecer hasta el amanecer, los conciertos nunca fueron interrumpidos.
No menos populares fueron los "Conciertos de los domingos" en el Cambridge Theatre donde los aficionados londinenses, podían escuchar las obras de los grandes maestros prodigiosamente instrumentadas.
En este desfile musical, la suite argentina "Escenas catamarqueñas" sorprendió a la audiencia, Sir Richard Austin dijo que "se mezclan ritmos de baile muy alegre, con algún sentimiento lánguido, delicadamente orquestado en cinco movimientos bien construidos"
Esta suite para orquesta, presentada en 1942 por Austin, entre un concierto de Beethoven y las mejores piezas de Sibelius, no sólo fue un verdadero triunfo personal para su autor, sino también una revelación del desarrollo y posibilidades que la música moderna tenía en el nuevo continente. Es una obra que a pesar de su universalidad artística, tiene profundas raíces argentinas.

## Triste final
En la hora más crítica para Gran Bretaña, Ricardo se quedó trabajando en la embajada durante toda la guerra, donde tenía amigos y familiares. Su comunicativa simpatía, el valor y la honradez que transcendían de todo él, eran cualidades difíciles de olvidar. Su casa en Montpellier Sq. era un verdadero museo de tesoros de arte e instrumentos musicales. Una noche, durante un bombardeo, lo atropelló un auto y quedó malherido, sin embargo, se recuperó lentamente.y cuando terminó la guerra, proyectó venir a la Buenos Aires, por primera vez desde 1937, para visitar a su hermano Cecilio, familiares y amigos queridos, que estaban esperando con impaciencia verlo nuevamente.

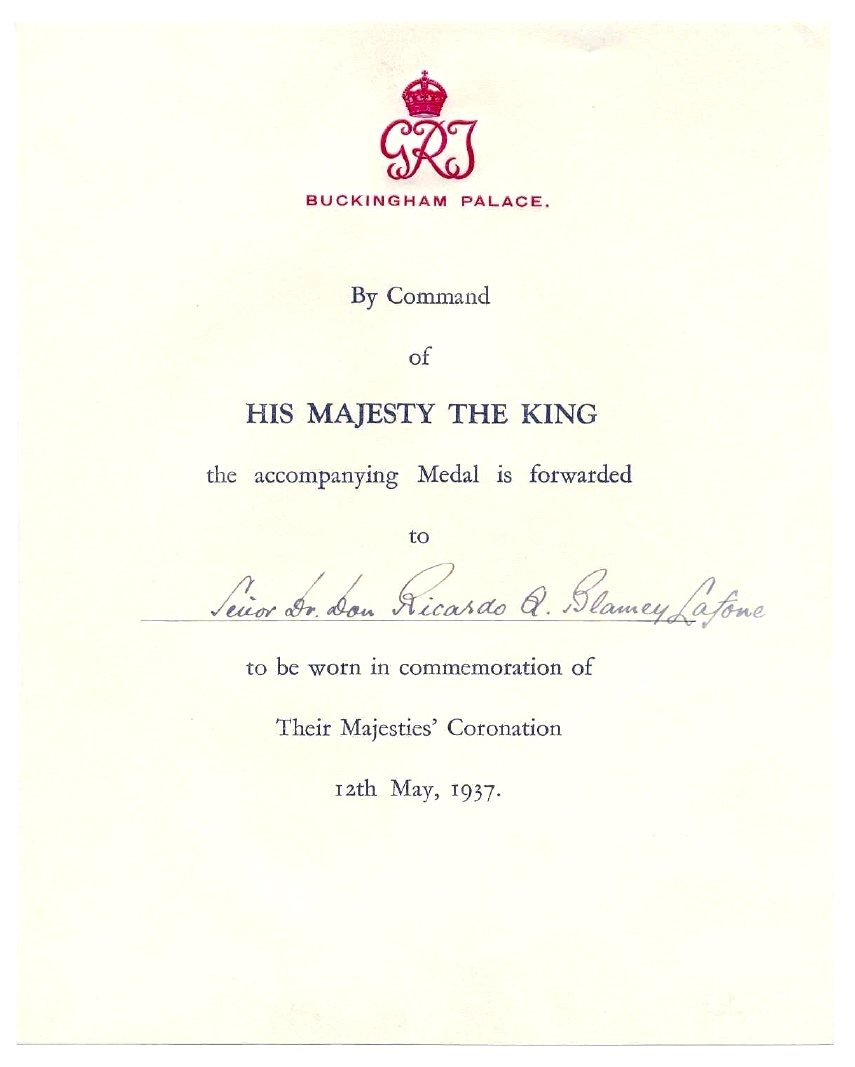
Invitación a la coronación 1937

Pero el destino quiso que nunca pudiera ver de nuevo a sus dos amados países., cuando tomó el avión en Londres tuvo el presentimiento y dijo: “el domingo estaré en Buenos Aires o en el cielo”. El 8 de septiembre de 1946, esta triste noticia apareció en el Buenos Aires Herald:
"Argentina perdió ayer una distinguida figura pública, un hombre de letras, y un músico de renombre internacional, el Dr. Ricardo Q. Blamey Lafone, Consejero Financiero de la Embajada Argentina en Londres, que fue una de las víctimas del trágico accidente de ayer de British South American Airways Starliner cerca de Bathurst (Gambia)".

## Homenajes
En Londres, el director de la Orquesta escocesa, el Sir. Warwick Braithwaite escribió este reconocimiento póstumo para Ricardo en The Times:
"No era su relación con la Embajada Argentina, lo más interesante acerca de él. Aparte de ser un amigo bondadoso y generoso, nos quedarán como recuerdo sus composiciones musicales, algunas de los cuales son particularmente meritorias".
La razón por la que no fueron presentadas más a menudo, era porque él era exigente en grado sumo con las obras y a menudo protestaba por lo que consideraba un insuficiente ensayo general, sin duda, algunas de sus obras merecían todo el cuidado que el conductor prodigaba en ellas, sobre todo Juvenilia y El Ombú".
Después de alabar las suites "Escenas catamarqueñas" y "Andalgalá" el escritor termina expresando:
"Durante la primera parte de la guerra Blamey Lafone había comenzado un ballet titulado Masque of Live , dos partes de las cuales fueron orquestados. Una serie de este ballet fue presentada varias veces por la orquesta escocesa y .resultó ser un favorito entre las audiencias que reclamaban la repetición hacia el final del concierto. La popularidad de estas obras se debió al regalo inusual y hermoso que la melodía de Blamey Lafone poseía y, por último, a su seguro instinto para presentar una colorida orquestación. Que incluso con sus cualidades altamente temperamentales, le da musicalmente a la América Latina, un lugar especial”
En Buenos Aires, después de la trágica noticia "El Mundo" lo recordaba así:
"Blamey Lafone era uno de esos caracteres ingleses maravillosas como Hudson, que entienden perfectamente nuestro espíritu, y se familiarizó con él, sin perder sus vínculos con el viejo país. Algo misterioso yace en esta propensión Británica para comprender el alma de América. Esta distinguida figura que desapareció, es antes que todo un artista, un hombre cuyo sentido universal le había permitido entrar profundamente en el mundo sensible de nuestro país".

El ambiente sonoro de la música de Blamey Lafone, y su elaboración episódica tiene la extraña atracción de los ritmos y melodías de nuestras "Vidalas ,Estilos y Cuecas“ que aparecen en Blamey Lafone, con una densidad de sentimientos y sonidos de una fuerza excepcional
Mario García Acevedo, "La Música Argentina Contemporánea", 1947

Ricardo Q. Blamey Lafone es uno de nuestros grandes compositores. Grande por la delicadeza de su armonía y por su fino sentimiento de color instrumental; grande por su ciencia que es universal y europea, que no podría ser de otro modo y bien inspirado porque bebe principalmente en la fuente eterna de la melodía popular
Mariano Antonio Barrenechea, "Argentinos en Londres", 1947 

## Obras más importantes
1. “Andalgalá” Rapsodia - 1932
2. “Escenas Catamarqueñas” Suite - 1934
3. “Juvenilia” Poema sinfónico - 1936
4. “El Ombú” Poema Sinfónico - 1937
5. “Patria Hermosa” Poema Sinfónico
6. Música compuesta para los ballets: “Masque of Live“ y "Acis y Galatea” (inconclusos).
7. “Recuerdos de Provincia” Pequeña suite para orquesta